# Рачин (Лодзинське воєводство)
Рачин (пол. Raczyn) — село в Польщі, у гміні Чарножили Велюнського повіту Лодзинського воєводства.
Населення — 584 особи (2011).
У 1975-1998 роках село належало до Серадзького воєводства.

## Демографія
Демографічна структура станом на 31 березня 2011 року:
|          | Загалом | Допрацездатний вік | Працездатний вік | Постпрацездатний вік |
| -------- | ------- | ------------------ | ---------------- | -------------------- |
| Чоловіки | 280     | 58                 | 191              | 31                   |
| Жінки    | 304     | 44                 | 188              | 72                   |
| Разом    | 584     | 102                | 379              | 103                  |